# Palala (fiume)
Il Palala, detto anche Lephalala, è un fiume del Sudafrica, affluente del Limpopo, e nasce sui Monti Waterberg.